# Service de nuit (film, 1932)
Pour les articles homonymes, voir Service de nuit.
Pour plus de détails, voir Fiche technique et Distribution.
Service de nuit est un film français réalisé par Henri Fescourt en 1931, sorti en 1932.
Ce film est la version française alternative de Trötte Teodor (sv), film franco-suédois réalisé par Gustaf Edgren, sorti en 1931 (avec une distribution différente).

## Synopsis
Théodore Beudraves travaille de nuit dans un hôtel et dort le jour. Son salaire lui permet (à l'insu de sa femme Rose) de payer des leçons de chant à Gaby Beauchamp, sa jeune amie. Mais celle-ci tombe amoureuse du fils, Darius Beudraves, et réciproquement... 

## Fiche technique
- Titre français (et titre original suédois) : Service de nuit
- Titres français alternatifs : Les Nuits de papa / Pour service de nuit / Théodore est fatigué
- Réalisateur : Henri Fescourt
- Scénario : Pierre Maudru, d'après la pièce Théodore est fatigué (titre original allemand : Der müde Theodor) de Max Ferner et Max Neal, créée en 1913.
- Dialogues : Louis d'Yvré
- Directeur de la photographie : Julius Jaenzon
- Musique : Jules Sylvain
- Assistants réalisateurs : Jean Lorette et Maurice Thaon
- Monteur : Maurice Thaon
- Producteurs : Jacques Haïk et Sven Nygren
- Sociétés de production : Les Films Minerva / Les Établissements Jacques Haïk
- Pays d'origine :  France
- Genre : Comédie
- Format : Noir et blanc - Son mono
- Durée : 75 minutes
- Date de sortie : France : 15 avril 1932

## Distribution
- Marcel Barencey (crédité Barencey) : Théodore Beudraves
- Mylo d'Arcylle : Rose Beudraves
- Paulette Duvernet : Gaby Beauchamp
- Robert Darthez : Darius Beudraves
- Gaston Dupray : Camille Ducreux
- Paulette Dubost : La petite femme
- Anna Lefeuvrier : Sarah
- Fred Marche : Isaac
- Louis Florencie : Le commissaire
- Henri Jullien : Le professeur de chant
- Ketty Pierson : Marie
- André Numès Fils : Laplotte
- Robert Trèves : Le président